# Domnin (évêque de Grenoble)
Pour les articles homonymes, voir Domnin et Saint Domnin.
Saint Domnin est le premier évêque mentionné de Gratianopolis (actuelle Grenoble), à la fin du IVe siècle. Il est reconnu comme Saint par l'Église catholique, et fêté le 2 novembre.

## Biographie
Domnin (ou Dominique, en latin Domninus,, Dominus) est le premier évêque de Grenoble, au moment où la bourgade de Cularo devient Gratianopolis (ville de Gratien). Le diocèse de Grenoble est créé « sous la probable inspiration de saint Ambroise ». Il semble originaire de la petite région naturelle et historique de l'Embrunais, dans le Dauphiné.
Il participe en 381, au Concile d'Aquilée qui condamne l'arianisme.
L'historien et abbé Ulysse Chevalier indique que sa mort est placée vers 384.
Après sa mort, en 386, il est très probable qu'il ait été enterré dans les premiers mausolées retrouvés sur le site de l'église Saint-Laurent, devenue Musée archéologique Grenoble Saint-Laurent à la fin du XXe siècle. Cependant aucun document archéologique n'atteste formellement de sa présence sur ce site.

## Culte
Vénéré comme saint par l'Église catholique romaine, il est fêté le 2 novembre. Il est célébré le 3 novembre au diocèse de Grenoble-Vienne.